# 修涞贵
修淶貴（1955年7月—），吉林通化人，中华人民共和国企业家，现任修正藥業董事長、吉林省十届人大代表、长春市十届政协常委。
在1995年承包修正藥業前，他畢業於吉林大學法律系，之後在通化市公安系统工作了約20年，曾任交警支队设施大队大队长，之後在1995年，展開研發製藥的黃金機會，由於透過通化市医药局的领导安排，接收當時破產製藥公司，名為通化市医药工业研究所制药厂，後來更名為修正藥業。故此修淶貴在《胡润百富榜》等榜上有名，现为吉林的首富。2016年12月当选为中国人权发展基金会第三届理事会理事。

## 争议事件
2017年7月，媒体曝光称修涞贵分别于2007年、2011年送给吉林省白山市政协原副主席褚来福10万股、15万股通化市制药股份有限公司的股权，共价值25万元人民币。

## 連結
- 修涞贵：置之死地而后生 福布斯中國版